# 아일랜드 공화주의 형제단
아일랜드 공화주의 형제단(아일랜드어: Bráithreachas Phoblacht na hÉireann 브라흐러하스 포블라크트 너 헤런, 영어: Irish Republican Brotherhood; IRB)은 19세기 중반에서부터 20세기 초까지 활동한 비밀 결사이다. 아일랜드 공화주의 형제단의 목표는 아일랜드에 영국으로부터 독립한 민주공화국을 수립하는 것이었다. 해외 조직으로서 미국으로 이민한 아일랜드계 미국인을 중심으로 미국에서 결성된 피니언 형제단이 있었다. 이 두 단체를 합하여 피니언이라 부르기도 한다. 1790년대 아일랜드 단결 협회를 시작으로 아일랜드 공화주의 형제단은 아일랜드 독립 운동의 여러 사건에 참여하였다. 1840년에는 새로운 출발 운동에 참여하였으며, 1870년대에서 1880년대에는 아일랜드 자치 연맹에 참여하였다. 아일랜드 자치 연맹을 계승한 아일랜드 의회당은 아일랜드 전국 토지 협회를 주도하였다. 1916년에는 부활절 봉기를 주도하였고 1919년 아일랜드 의회의 결성에 참여하였다. 아일랜드 의회는 아일랜드 독립전쟁을 통하여 영국-아일랜드 조약을 이끌어내었고 1921년 아일랜드는 아일랜드 자유국으로 독립하였다.

## 배경

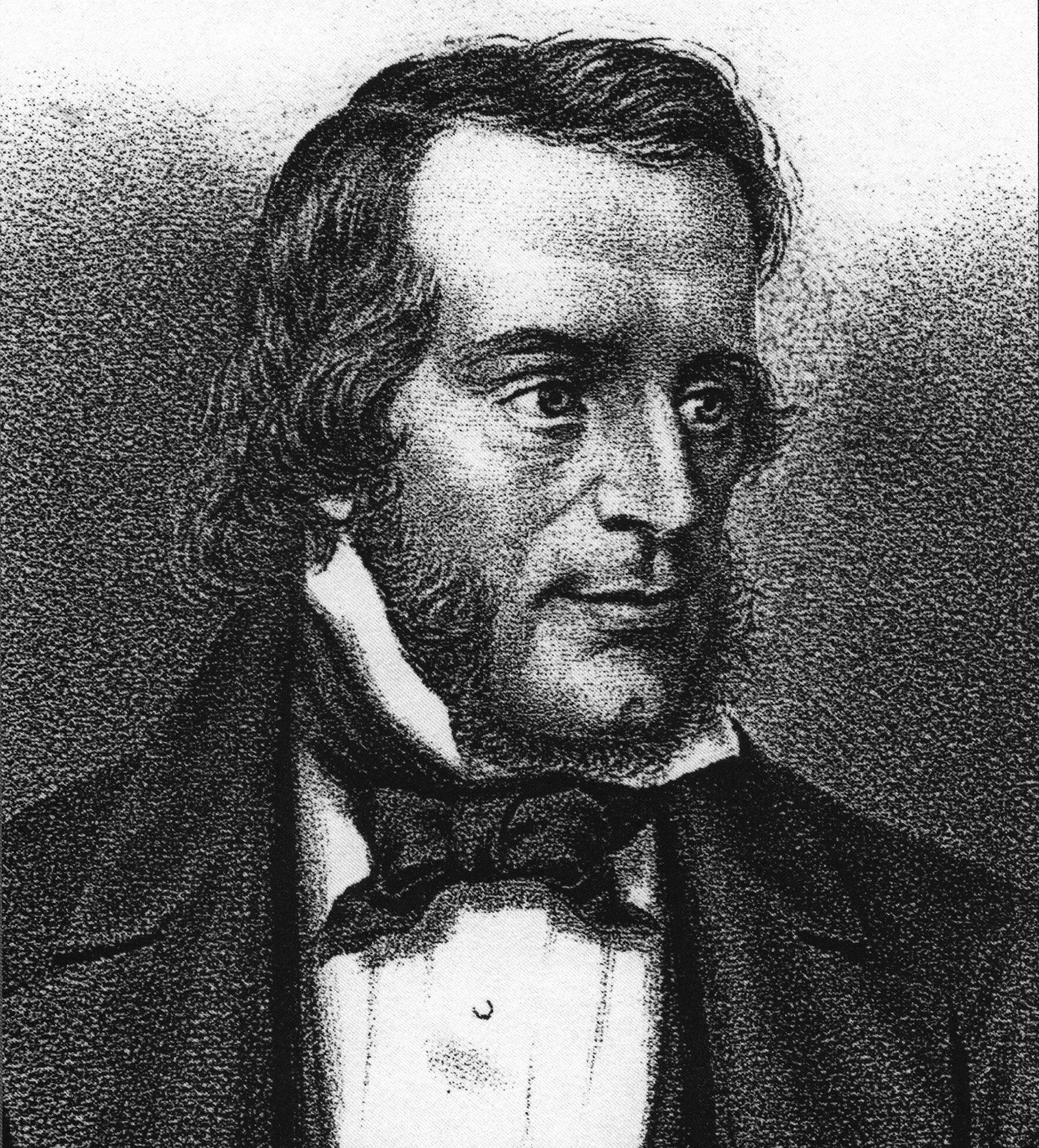
아일랜드 청년회의 지도자였던 토머스 데이비스

1798년 아일랜드 단결 협회는 영국으로부터 독립하여 아일랜드 공화국을 세우고자 봉기하였다. 비록 봉기는 실패로 돌아갔으나 아일랜드 단결 협회는 아일랜드의 역사에 큰 자취를 남겼다.
1800년 봉기가 좌절된 뒤 영국의 총리 윌리엄 피트는 아일랜드 의회 폐지와 영국-아일랜드의 합병을 골자로 하는 합병법을 발의하였다. 많은 아일랜드인이 이 법안에 반대하였으나 1801년 1월 1일 합병법이 통과되었다. 영국의회는 합병법의 발의와 함께 심사율에 의해 억압받던 로마 가톨릭교회 신자에 대한 가톨릭교도 해방령을 약속하였으나 이 약속은 지켜지지 않았다. 가톨릭교도 해방령은 1829년이 되어서야 시행되었다.
1840년대 대니얼 오코넬은 아일랜드 청년들이 주축이된 합병 무효 운동을 이끌었다. 이들은 후일 아일랜드 청년회를 결성하였다. 아일랜드 청년회 출신의 토머스 오스본 데이비스, 찰스 게이번 더피, 존 딜런 등은 독립 운동을 위한 신문 《민족》을 발간하였다. 1846년 이들은 오코넬과 견해차를 보이면서 독자적인 활동을 시작하였다.
1847년 아일랜드 대기근이 발생하여 800만 명의 인구 가운데 200만 명이 희생되었다. 감자마름병으로 인해 아일랜드인의 주식이었던 감자의 수확량이 크게 감소한 것도 한 원인이었으나 영국 당국이 수수방관도 수많은 희생의 원인이었다. 사회적 약자였던 소작농들과 노동자 계층이 가장 큰 희생을 겪었으며 이로 인해 사회 계급간의 갈등과 영국에 대한 반감이 커졌다. 한편, 대기근을 겪으면서 많은 아일랜드인들이 영국, 미국, 오스트레일리아 등지로 이주하였다.
1848년 아일랜드 청년회는 아일랜드의 독립을 요구하는 봉기를 벌였다. 그러나 이들의 봉기는 영국의 신속한 집압에 의해 실패로 돌아갔다.

## 창립

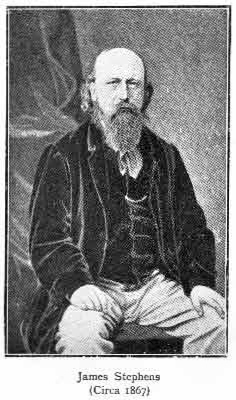
제임스 스티븐스

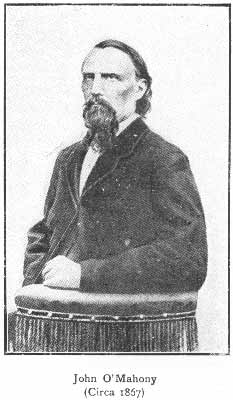
존 오메이허니

1848년의 반란이 실패한 후 반란을 주도하였던 제임스 스티븐스와 존 프랜시스 오메이허니는 프랑스 파리로 망명하였다. 이들은 파리에서 다시 모임을 갖고 "아일랜드에서 영국의 지배를 끝장낼" 계획을 의논하였다. 당시의 파리는 각국에서 온 망명객들이 넘치는 국제적인 정치도시였다. 그들은 파리에서 민중을 단결시키고 혁명을 성공시킬 방도를 연구하였고 몇몇 비밀결사의 도움을 받아 "혁명학 박사" 로 불릴 만큼의 성과를 얻을 수 있었다.
1857년 오메이허니는 미국으로 건너가 에머트 기념 협회를 창립하였다. 한편, 스티븐스는 아일랜드로 돌아가 1848년 반란에 가담하였던 주요 인물들을 만나기 시작하였다. 그는 필립 그레이, 토머스 클라크 러비, 피터 랭건 등의 인사들을 만나기 위해 3천 마일을 걸었다.
1857년 가을 오언 콘시든은 미국 뉴욕으로부터 가져온 메시지를 가지고 스티븐스를 만났다. 그는 에머트 기념 협회의 연락과 함께 오메이허니의 개인 서신도 함께 전달하였다. 이 서신에서 오메이허니는 스티븐스와 러비에게 조직이 위험에 처해있다고 경고하고 있어 이때 이미 일종의 비밀 결사가 조직되어 있었을 것으로 생각된다. 12월 23일 스티븐스는 파리를 주소로 하는 답신을 오메이허니에게 전달하였다. 이 답신에서 스티븐스는 미국 조직에 대한 자신의 조언과 요청사항을 밝히고 있다. 스티븐스는 편지에서 새로운 결사의 조직을 위해 초기 3개월간 매월 100 파운드의 비용이 필요하다고 요청하고 있다. 1858년 3월 17일 스티븐스는 80 파운드가 동봉된 답신을 받을 수 있었다. 성 파트리치오의 날 아일랜드 공화주의 형제단은 공식 출범하였다.
아일랜드 형제단을 결성하면서 스티븐스와 러비 등은 다음의 서약을 낭독하였다.
| “ | 위 서약인 본인은 전능하신 하느님 앞에 다음과 같이 서약합니다. 본인은 생애의 최후까지 어떠한 위험을 무릅쓰고서라도 독립된 아일랜드 민주공화국의 수립을 위해 최선을 다 할 것입니다. 본인은 하느님의 계명에 어긋나지 않는 한 상관의 명령에 복종하며 조직의 기밀을 수호하겠습니다. 신의 가호를, 아멘! | ” |

### 조직
아일랜드 공화주의 형제단은 "서클"을 단위로 조직되었다. 하나의 서클은 소령으로 호칭되며 "중앙"의 역할을 맡은 A단계 인사 1명이 대위로 호칭되는 B단계 9명을 지휘하고, B단계 인사는 상사로 호칭되는 C단계 9명을 지휘하며, C단계 인사는 다시 D단계 인사 9명을 지휘하는 구조로 되어있었다. 이론상으로는 각 단계의 인사들은 자신의 상관과만 연락이 닿을 뿐 서로 간에 연락이 닿지 않도록 되어 있었으나 실제로는 이런 규약이 제대로 지켜지지는 않았다.

### 목표
합병법에 의해 아일랜드 의회가 폐지되면서 아일랜드에는 영국 하원의 6석이 배정되었다. 이러한 의석수는 아일랜드의 사안을 영국에 전달하기에는 턱없이 부족한 수자였다. 스티븐스는 아일랜드 공화주의 형제단의 이념으로 첫째 아일랜드 독립의 권리는 기본권이며, 둘째 이러한 권리는 무장 투쟁을 통해서만 쟁취할 수 있다고 제시하였다. 이들은 이와 같은 이념이 "인민은 자신의 운명을 스스로 결정할 권리가 있다"는 민주주의의 원리에서 비롯된 것이라 확신하였고 스스로를 "민주주의 이상을 실현하는 사람"이라 생각하였다. 이들은 "아일랜드에 민주공화국이 수립되기 위해서는 먼저 아일랜드인이 공화주의자가 되어야 한다"고 생각하였고 아일랜드에 공화주의 사상을 전파하기 위해 노력하였다. 시간이 지남에 따라 아일랜드 공화주의 형제단은 아일랜드 독립 운동의 중심 세력으로 성장하였다.

## 같이 보기
- 비밀결사

## 참고 문헌
- M J Kelly, The Fenian Ideal and Irish Nationalism, 1882-1916, Boydell, 2006. ISBN 1843834456
- Sean Cronin, The McGarrity Papers, Anvil Books, Ireland, 1972
- Joseph Denieffe, A Personal Narrative of the Irish Revolutionary Brotherhood, The Gael Publishing Co., 1906
- Michael Kenny, The Fenians, The National Museum of Ireland in association with Country House, Dublin, 1994, ISBN 0-946172-42-0
- F. S. L. Lyons, Ireland Since the Famine, Fontana, 1973
- Owen McGee, The IRB: The Irish Republican Brotherhood from The Land League to Sinn Féin, Four Courts Press, 2005, ISBN 1-85182-972-5
- Leon Ó Broin, Fenian Fever: An Anglo-American Delemma, Chatto & Windus, London, 1971, ISBN 0-7011-1749-4.
- John O'Leary, Recollections of Fenians and Fenianism, Downey & Co., Ltd, London, 1896 (Vol. I & II)
- Jeremiah O'Donovan Rossa, Rossa's Recollections, 1838 to 1898 Mariner"s Harbor, NY, 1898
- Dr. Mark F. Ryan,Fenian Memories, Edited by T. F. O'Sullivan, M. H. Gill & Son, LTD, Dublin, 1945
- Kathleen Clarke, Revolutionary Woman: My Fight for Ireland's Freedom, O'Brien Press, Dublin, 1997, ISBN 0-86278-245-7
- Christy Campbell, Fenian Fire: The British Government Plot to Assassinate Queen Victoria, HarperCollins, London, 2002, ISBN 0-00-710483-9
- An Phoblacht 13 March 2008
- Irish Times
- Encyclopædia Britannica, 1911.